# Спиро Костов (Цариград)
 Тази статия е за архитектурният историк.  За революционера вижте Спиро Костов.  
Д-р Спиро Константин Костов (на английски: Spiro Kostof) е водещ американски архитектурен историк от български произход. Дълги години е лектор в Калифорнийския университет в Бъркли и е автор на много книги.

## Биография
Спиро Костов е роден на 7 май 1936 година в Цариград, Турция. Завършва Робърт колеж, а през 1957 година заминава за САЩ, за да следва архитектурна история в Йейлския университет. През 1961 година получава докторска титла и до 1965 преподава в Йеил. След това се премества в Калифорнийския университет в Бъркли във факултета към колежа за дизайн на околната среда.
Умира на 7 декември 1991 година в Бъркли, САЩ, от лимфома. В Атина живеят неговата сестра Рита Коцоглу и брат му Леандрос Костопулос.
През 1993 година „Асоциацията на архитектурните историци“ създава награда на името на Спиро Костов.